# Déchétarisme
 (novembre 2013).
Si vous disposez d'ouvrages ou d'articles de référence ou si vous connaissez des sites web de qualité traitant du thème abordé ici, merci de compléter l'article en donnant les références utiles à sa vérifiabilité et en les liant à la section « Notes et références ».

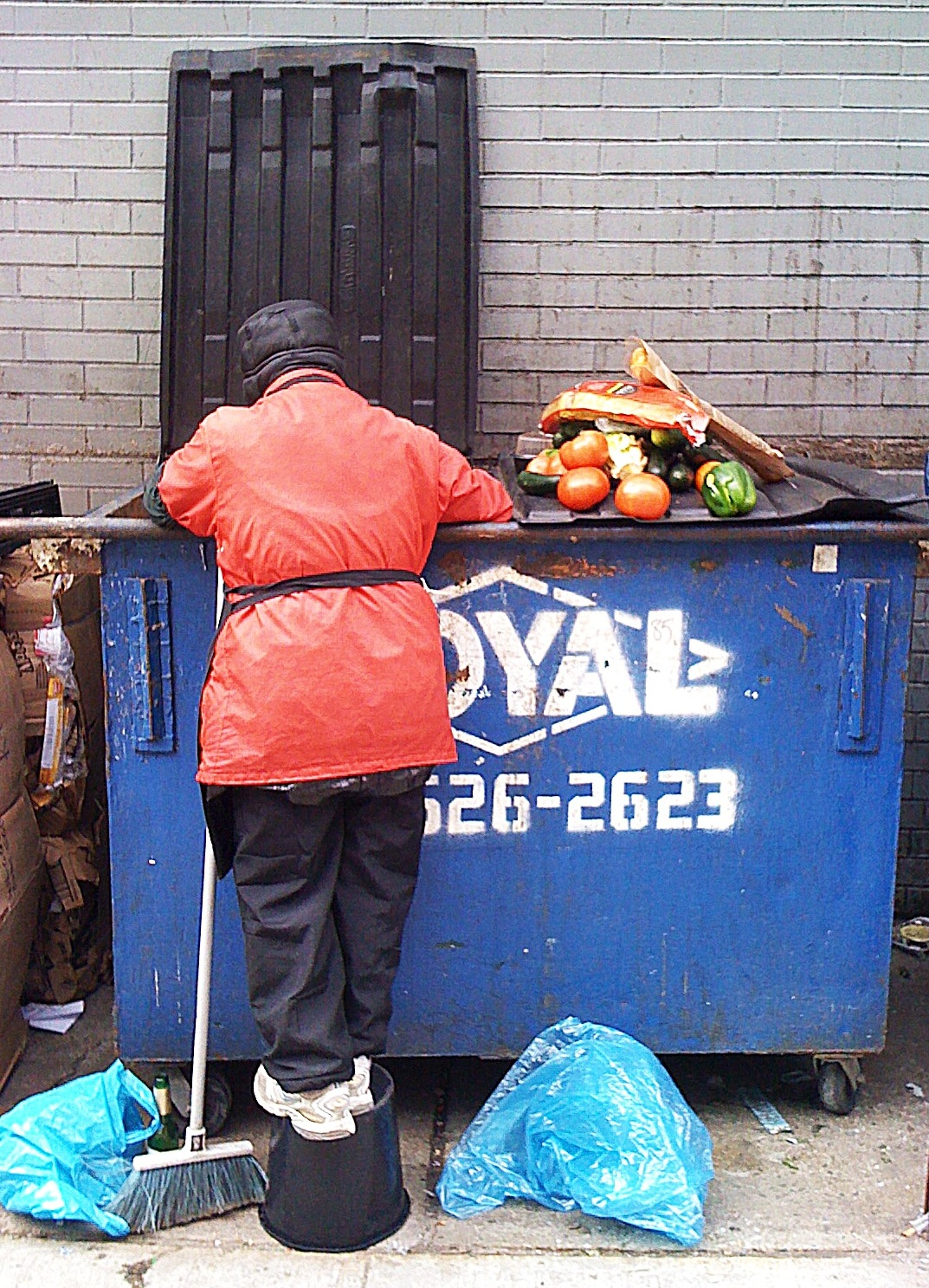
Glanage à New York

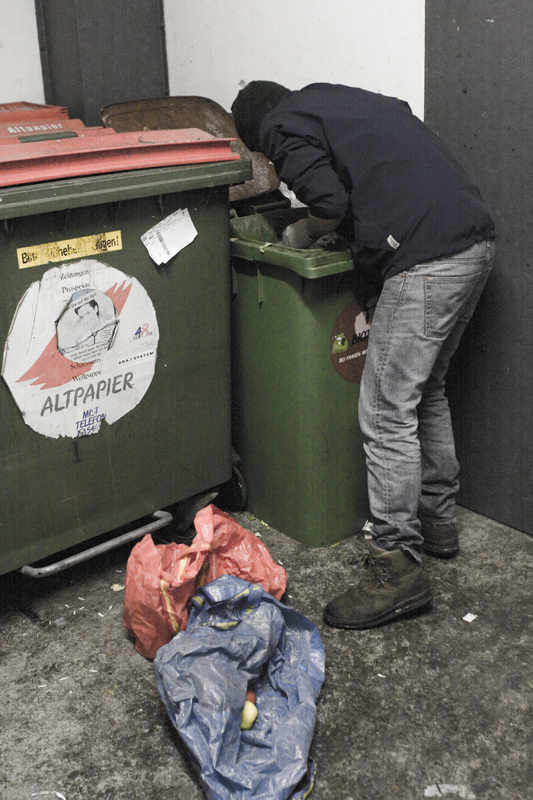
Un déchétarien en Autriche

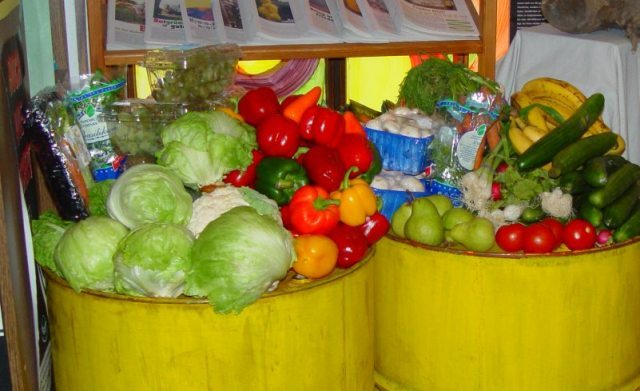
Aliments glanés

Le déchétarisme, glanage alimentaire ou trésordure est le fait de fouiller dans les poubelles des magasins de grande distribution et des restaurants pour en extraire des aliments encore consommables par le déchétarien ou glaneur.
Les réactions des propriétaires des poubelles sont variées : quelques-uns choisissent d'empêcher le glanage en les verrouillant, ou en étalant un produit toxique dessus (mort aux rats, eau de Javel) ; d'autres laissent faire, voire favorisent le glanage.

## Étymologie et termes approchants
« Déchétarisme » est un mot-valise formé à partir des termes « déchet » et « végétarisme ». Les Allemands emploient de préférence « containern » (de container), les Anglais « skipping », et les Américains « dumpster diving » (littéralement « plongeon dans la benne à ordure »).
Un terme approchant est « glaneur » popularisé par le film Les Glaneurs et la Glaneuse d'Agnès Varda (voir plus bas). Celui-ci, dans le premier sens du terme, était plutôt un campagnard qui allait glaner aux champs. Une expression plus urbaine est « faire les poubelles », quoique ce terme soit souvent interprété comme une activité de clochard faisant cela pour assurer sa subsistance et non comme une démarche plus politique comme le déchétarien ou le gratuivore, non exclusive aux déchets alimentaires, à la différence des déchétariens.

## Motivations
Les glaneurs ont, pour la plupart, une motivation d'abord éthique plutôt qu'économique[réf. nécessaire]. Ils désirent tourner le dos au système dominant et au gaspillage qu'il implique. Ce mouvement n'est pas sans lien avec la philosophie anarchiste, et est plus proche du concept de décroissance durable que de celui de développement durable (qui cherche à concilier l'environnement à l'économie et à la société).
Si ce mode de vie ne remet apparemment pas directement en question la surconsommation du monde occidental puisque ses partisans vivent en récupérant ses déchets, il peut cependant être compris comme une mise en évidence de l'ampleur du gaspillage. Une phrase du mouvement dit, d'ailleurs : « La solution à la faim dans le monde se trouve dans les poubelles de New York ».

## Conflit de territoire
La concurrence est parfois rude entre glaneurs. Dans certaines grandes villes, des déchétariens se sont approprié les conteneurs de poubelle par quartier et défendent aux autres d'aller y glaner.

## Situation légale
Le déchétarisme est soit légal, soit assimilé à un vol, soit assimilé à une violation de propriété privée. Les législations sont en tous cas assez variables.

### En Belgique
Le 22 mars 2010, Muffin Man, un déchétarien est pris en flagrant délit de fouille des poubelles d'une enseigne GB en Belgique. Il se débat après avoir été saisi par le personnel. Il est condamné à six mois de prison avec sursis pour vol avec violence par le tribunal correctionnel de Termonde. En février 2012, la cour d'appel de Gand revoit le jugement et l'accusé n'est pas condamné, même s'il s'agirait bien d'un vol.

### En France
En France, le fait de soustraire des produits périmés mis à la poubelle en vue de leur destruction ne constitue pas un vol. À l'encontre d'un déchétarien, seules pourront éventuellement être reconnues le délit de violation de propriété privée s'il a escaladé une barrière ou forcé/crocheté une serrure, ou le déversement d'ordures s'il n'a pas remis dans la benne les déchets qu'il n'a pas récupérés.
En droit civil, les déchets sont considérés comme res derelictae, n'appartenant à personne. Plusieurs municipalités ont utilisé l'argument de la salubrité ou du trouble à l'ordre public pour interdire la fouille des poubelles.

## Glanage et grappillage
Le documentaire Les Glaneurs et la Glaneuse d'Agnès Varda présente différents glaneurs, de statuts et de motivations différentes, offrant une réflexion subtile sur les habitudes de vie, la consommation, les vies en marge et le recyclage.
On y apprend aussi la différence entre glaner et grappiller : on glane ce qui pousse du sol (pomme de terre, choux, etc.), on grappille ce qui pend (raisins, figues, olives, pommes, etc.).

### Filmographie
- Dive! Documentaire  de Jeremy Seifert, 2009. Récompensé par le prix du public au festival du film de Gig Harbor (état de Washington, USA), meilleur documentaire au DC Independent Film Festival et Meilleur Film au Dutch Environmental Film Festival (Festival du film environnemental d'Amsterdam).
- Bin Appetit, documentaire de Craig Rook, 2008.
- Great British Waste Menu (2010), variante de Great British Menu (en), une émission de télé-réalité britannique[9] sur BBC One. Plusieurs chefs étoilés créent un banquet à partir de déchets alimentaires.
- Les glaneurs et la glaneuse, documentaire d'Agnès Varda, 2000.